# Kecipir
Kecipir is een bestuurslaag in het regentschap Brebes van de provincie Midden-Java, Indonesië. Kecipir telt 3803 inwoners (volkstelling 2010).